# Баташев, Александр Михайлович
Александр Михайлович Баташев (19.12.1833 — ?) — русский  общественный деятель, коллежский асессор, Почётный гражданин Ростова-на-Дону 7 мая 1879 г.

## Биография
Родился 19.12.1833 года.

Благодарная мореходка Российским меценатам

Многие годы Александр Михайлович был мировым судьёй и председательствовал на съездах мировых судей.
Сам был Ростовской городской головой с декабря 1873 по май 1874 года, когда досрочно отказался от этой должности П. Р. Максимов, и когда новым составом думы был избран в городские головы А. К. Кривошеин.                     7 мая 1879 года Дума Ростова-на-Дону «единогласно постановила: выразив гласному, коллежскому советнику А. М. Баташеву глубокую признательность за его благотворную деятельность на пользу общества, просить его принять звание почетного гражданина г. Ростова.»
Свой капитал А. М. Баташев завещал городу для стипендий курсантов мореходных классов им. П. Е. Коцебу, где состоял членом общественного совета с самого начала открытия классов (1876 год).
Память Александра Баташева была увековечена в названии улицы Ростова-на-Дону, которая носила его имя до              1920-х годов. В настоящее время она называется Адыгейской.